# دبليو دبليو إي سماك داون! هير كامز ذا باين
دبليو دبليو إي سماك داون! هير كامز ذا باين (بالإنجليزية: WWE SmackDown! Here Comes the Pain)‏ يسمى في النسخة اليابانية (Exciting Pro Wrestling 5) ، هي لعبة فيديو إلكترونية من تطوير شركة يوكز اليابانية ونشر شركة تي إتش كيو الأمريكية، صدرت عام 2003.